# Osphranter bernardus
Osphranter bernardus — вид родини Кенгурових. Вид названо на честь Бернарда Вудварда (англ. Bernard Henry Woodward, 1846–1912), першого куратора Музею Західної Австралії. Вид обмежується пісковикоми оголеннями порід і плато на заході Землі Арнема, Північна Територія. Більша частина діапазону знаходиться в межах Національного Парку Какаду. Зустрічається в діапазоні типів рослинності від зімкнутих лісів і евкаліптових відкритих лісів до пустищ і купинних лук, але майже завжди в областях, які характеризується великими валунами. 

## Опис
Це найменший вид у роду Osphranter, всього 2/3 від розмірів Macropus robustus і Macropus antilopinus. Хутро товсте і грубе. Забарвлення у самців темно-сажисто-коричневе (здається чорним), самиці світліші. Вага — 13–22 кг. Диплоїдний набір хромосом, 2n=18.

## Загрози та охорона
Недавні зміни в режимі пожеж, можливо, призвели до зміни структури рослинності або флористичної композиції в масиві пісковику — і стали приводом до занепокоєння. Вид присутній у Національному Парку Какаду.

## Галерея

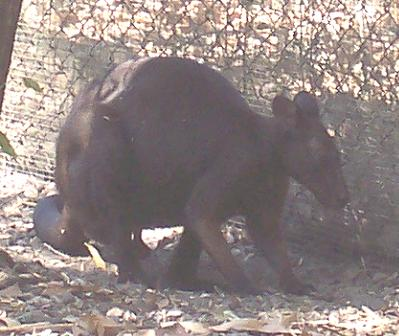